# Gartenstadt (Bamberg)
Die Gartenstadt (bis 1951 Spinnseyersiedlung) ist ein östlicher Stadtteil der kreisfreien Stadt Bamberg, der ab 1935 auf dem so genannten Spinnseyer errichtet wurde, einem gerodeten Teilstück des Hauptsmoorwaldes.

## Lage und Ausdehnung
Die Gartenstadt liegt im Nordosten des Bamberger Stadtgebiets zwischen der Weißenburgstraße im Westen und dem Hauptsmoorwald im Osten bzw. der Memmelsdorfer Straße im Norden und Nordwesten sowie den Warner Barracks (ehemalige Panzerkaserne) der US Army im Südosten und der Zollnerstraße im Süden. Seit 1970 wird der Stadtteil durch den Berliner Ring, eine vierspurige östliche Umgehungsstraße um die Bamberger Kernstadt, in zwei getrennte Bereiche geteilt, das ursprüngliche Siedlungsgebiet der 1930er Jahre im Nordosten und die Erweiterung der 1950er Jahre rund um die Auferstehungskirche im Südwesten.

## Geschichte

### Urbarmachung des Spinnseyer (1934–35)
Die Anlage der Gartenstadt steht in engem Zusammenhang mit dem wirtschaftlichen Niedergang und der großen Wohnungsnot, die wie in der ganzen Weimarer Republik auch in Bamberg seit dem Ersten Weltkrieg und insbesondere seit der Weltwirtschaftskrise ein großes sozialpolitisches Problem für die hoch verschuldete Kommune darstellte. Um neuen Wohnraum zu gewinnen, wurden schon am Ende der 1920er Jahre mögliche Standorte für große Neubausiedlungen am Stadtrand gesucht.
Der Bereich der heutigen Gartenstadt, die Flur Spinnseyer, war ursprünglich ein Teil des Hauptsmoorwaldes, der sich im Osten Bambergs erstreckt. Durch unkontrollierte Rodung nach dem Ersten Weltkrieg war dort eine karge Heidelandschaft mit spärlichem Strauchbewuchs entstanden. Wegen der sandigen Böden, die dank der darunter liegenden Lehmschicht einen extrem hohen Grundwasserspiegel aufwiesen, war das Gebiet sowohl für die landwirtschaftliche Nutzung als auch für den Siedlungsbau ungeeignet. Die einzigen Gebäude auf dem Areal waren die 1923 bis 1925 erbaute Hauptwerkstatt für Postkraftwagen (HWKw) an der Nordseite der Memmelsdorfer Straße, die zugehörige kleine Arbeitersiedlung mit Grünflächen sowie ein Wasserturm.
Die Stadt hatte wegen der ungünstigen geologischen Voraussetzungen und der zu erwartenden hohen Kosten für die Urbarmachung auf die Besiedlung des Spinnseyers zunächst zugunsten anderer Bauprojekte – wie der Deye-Siedlung (heute Am Kapellenschlag) an der Pödeldorfer Straße – verzichtet. Ungeachtet dessen begann die Bamberger Handwerker-Baugenossenschaft (HGB) 1934 in Eigeninitiative mit dem Erwerb von Land und dem Bau eines Entwässerungskanals. In der Folge kaufte die Stadtverwaltung den benachbarten Grund (24,7 ha) im Süden vom bayerischen Forstärar und gewährte der Genossenschaft günstige Darlehen für den Hausbau, verlangte aber von deren Mitgliedern als Gegenleistung die Erweiterung des begonnenen Kanalsystems auf die Gemeindegrundstücke. Unter Leitung des städtischen Hochbauamtes sollten auf dem Gelände 400 neue Kleinsiedlungshäuser, unter anderem aus Fördermitteln des Siebert-Programms, entstehen.

### Ausbau vor dem Zweiten Weltkrieg (1935–41)

Ausdehnung der Spinnseyer-Siedlung 1937.

Bereits im Frühjahr 1935 begannen Siedler, unterstützt von Facharbeitern der Handwerker-Baugenossenschaft und Kräften aus Arbeitsbeschaffungs-Maßnahmen mit den Arbeiten an den ersten Wohnhäusern, die die zeitgenössische Lokalpresse mit den typischen propagandistischen Schlagworten des nationalsozialistischen Siedlermythos – wie „Kampf um Land“ und „Schlacht gegen die Wohnungsnot“ – kommentierte. Schon am 9. September desselben Jahres konnte im Beisein des Bamberger zweiten Bürgermeisters Stoll das Richtfest für 27 Neubauten unter voller Beflaggung begangen werden.
Den Gepflogenheiten der nationalsozialistischen Siedlungspolitik entsprechend wurden die Wohnungen, von denen die ersten knapp einen Monat später bezugsfertig waren, neben interessierten Mitgliedern der Handwerkergenossenschaft bevorzugt (zumindest vorgeblich) regimetreuen Volksgenossen aus dem Stadtgebiet vergeben. Im Gegensatz zum genossenschaftlichen Erbbaurechtsystem, wie es die Deutsche Gartenstadt-Gesellschaft vertreten hatte, gingen die Häuser am Spinnseyer nach Abzahlung der Raten für die Baukosten in das Eigentum der Siedler über.
Im ersten Bauabschnitt (1935–38) wurden zunächst die Bereiche im Nordosten und Osten des Gebietes erschlossen und mit einheitlichem Muster nach Plänen des Bamberger Architekten Glück bebaut. Darüber hinaus entstand eine kleinere Häusergruppe abseits des eigentlichen Siedlungskerns an der Zollner- und der Hauptsmoorstraße. Mit Beginn des Zweiten Weltkriegs folgten im zweiten Bauabschnitt (1939–41) weite Teile der Bebauung zwischen dem Ortszentrum und der Tannenbergstraße (heute Stauffenbergstraße). 1941 konnte die Hans-Schemm-Schule (heute Kunigundenschule) gegenüber der zentralen Ladenzeile als erstes öffentliches Gebäude der neuen Siedlung eingeweiht werden.

### Siedlungserweiterung nach 1945
Obwohl die Hauptkraftpost-Werkstätte im Zweiten Weltkrieg Ziel alliierter Bombenangriffe war, gab es in der angrenzenden Gartenstadt nur relativ geringe Schäden. 1946 wurde ein Teil der bisherigen Straßennamen, die bislang zumeist nach deutschen Offizieren und Schauplätzen bedeutender Schlachten benannt waren, geändert. Ideologisch belastet waren vor allem die Martin-Faust- und die Wiesheier-Straße, die die Namen von „Blutzeugen“ des NS-Regimes trugen.
Nachdem die Bautätigkeit 1941 zum Stillstand gekommen war, ließ die Joseph-Stiftung ab 1949 die ersten Wohnhäuser der Nachkriegszeit in der Spinnseyersiedlung errichten. Der große Zustrom von Heimatvertriebenen aus den ehemaligen deutschen Ostgebieten machte in den 1950er Jahren eine weitere, großflächige Erweiterung des Stadtteils gegen Osten nach Plänen des Bamberger Architekten Josef Lorenz notwendig. Dazu wurden erneut weite Flächen des Hauptsmoorwaldes gerodet und das bestehende Straßennetz verlängert.

## Städtebauliche Konzeption und Entwicklung

### Gesamtanlage

#### Vor 1945
Das Straßennetz basiert auf dem bereits vorhandenen Wegesystem des gerodeten Waldstücks. Dazwischen trassierte man parallel zueinander liegende Querstraßen. Die Stauffenbergstraße, die in einem weiten Bogen Seehof- und Hauptsmoorstraße miteinander verbindet, bildet den südwestlichen Abschluss des Baubestandes der Vorkriegszeit. Wie für die Siedlungsgründungen des Dritten Reiches üblich, liegt das Baugebiet zwischen drei tangierenden Hauptverkehrsstraßen, der Memmelsdorfer Straße im Norden, der Zollnerstraße (ebenfalls nach Memmelsdorf) im Süden und der Weißenburgstraße (nach Hallstadt) im Westen. Als Erschließungsstraße in Ost-West-Richtung wurde die Saarstraße (Seehofstraße) angelegt, die am Rande des Hauptsmoorwaldes im Osten in die Hauptsmoorstraße mündete, welche wiederum Zollner- und Memmelsdorfer Straße in Nord-Süd-Richtung verband.
Die Bamberger Spinnseyersiedlung ist keine Gartenstadt im klassischen Sinn, sondern entspricht weitgehend dem Muster der „Eigenheimsiedlung mit gemischter Bebauung“. Diese Siedlungsform weist gleichwohl einige wichtige Merkmale des Gartenstadt-Konzepts auf. Zu nennen sind hier vor allem die vorgeschriebene niedrige Höhe der Häuser, die nach einheitlichem Plan als Typenhäuser errichtet wurden, die großen Nutzgärten für die Selbstversorgung und die Anlage einer Hauptachse – der Seehofstraße – mit einem zentralen Platz. Dieser wurde zwischen Ferdinand-Tietz- und Fichtestraße durch das Zurücksetzen der Baulinie an der Nordseite und die Anlage eines kleinen Parks an der Südseite geschaffen. Als Kopfbau an der Platznordseite fungiert die Siedlungsgaststätte, die mit ihrer giebelständigen Fassade Bezug auf den gegenüberliegenden Risalit der Kunigundenschule nimmt, die die gesamte Südflanke durch ihre breit gelagerte Front abschließt. Aus städtebaulichen Gründen wurde hier die Bebauungsdichte merklich erhöht, um dem Siedlungskern einen städtischen Charakter zu geben, der sich deutlich von den umliegenden, ländlich geprägten Strukturen mit ihren großen Grünflächen absetzen sollte. Die dichte Bebauung mit Mietshäusern entlang der Seehofstraße ab 1938 unterstrich den urbanen Anspruch, den man der Ost-West-Achse der Siedlung verleihen wollte.

#### Nach 1945
Mit dem Bau der Kunigundenkirche und der Anlage des Gartenstädter Marktes nach dem Zweiten Weltkrieg verschob sich der Mittelpunkt des Stadtteils jedoch weiter nach Nordosten an die Kreuzung von Seehof- und Hauptsmoorstraße. Im Gegensatz zu den einheitlichen Vorkriegsbauten entstanden dreigeschossige, traufständige Wohn- und Geschäftsgebäude als Randbebauung sowie ein einzeln stehender fünfstöckiger Block an der nordöstlichen Platzseite.
Seit der zweiten Hälfte der 1950er Jahre wurden die verbliebenen Freiflächen in der Gartenstadt nach und nach aufgefüllt. Südlich der Memmelsdorfer Straße und entlang der Hauptsmoorstraße entstanden zumeist viergeschossige Mietshäuser nach einheitlichem Plan, im Bereich zwischen Greiffenberg- und Hauptsmoorstraße überwiegend Kleinsiedlungen und individuelle Einfamilienhäuser. Darüber hinaus entwickelte sich seit etwa 1960 um die neu gebaute evangelisch-lutherische Auferstehungskirche und die Pestalozzischule im Südwesten ein neuer Siedlungsschwerpunkt.

### Haustypen und Ausstattung

#### Erste und zweite Ausbaustufe

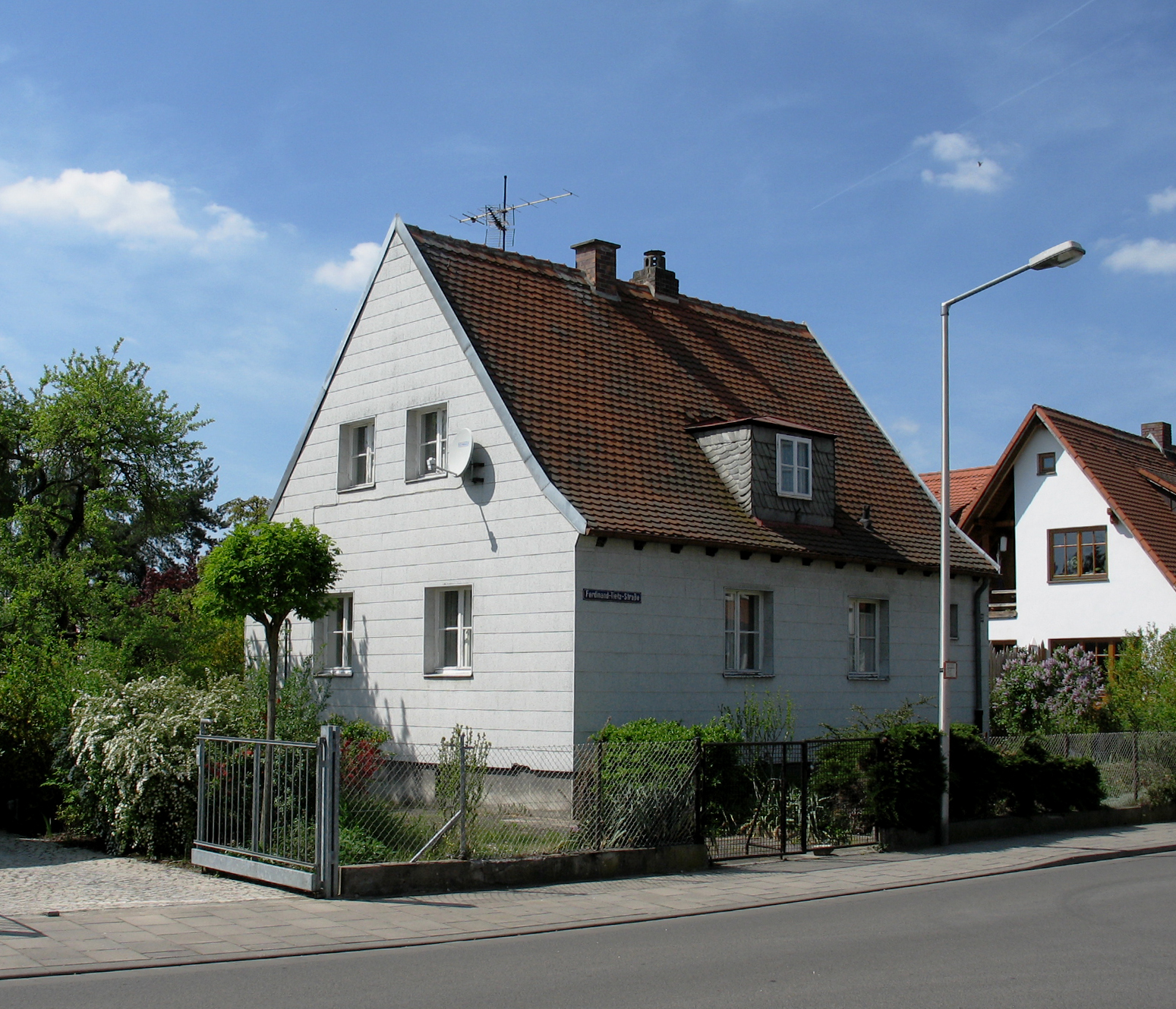
Typisches Kleinsiedlungshaus an der Ferdinand-Tietz-Straße.

In der Spinnseyer-Siedlung der Vorkriegszeit wurden vier verschiedene Haustypen errichtet, die den jeweiligen Bedürfnissen und finanziellen Möglichkeiten ihrer Bewohner angepasst waren. Angesichts der allgemeinen wirtschaftlichen Umstände war die bautechnische Ausführung aber bei allen Typen gleichermaßen einfach und zweckmäßig, die Wohnfläche bescheiden.
Der verbreitetste Haustyp war das eineinhalbstöckige Kleinsiedlungshaus mit Lagerkeller und dem charakteristischen, steilen Satteldach, das im Dachgeschoss ausreichend Platz für einen Wäschetrockenboden und zusätzlichen Wohnraum bot. Meist handelt es sich um Einzelhäuser, wobei in der zweiten Ausbaustufe ab 1938 vor allem an der Stauffenbergstraße (gerade Nummern) auch Doppelhäuser entstanden. Zu jedem Grundstück gehörte ein kleines Wirtschaftsgebäude mit Waschküche, Holzlege und Kleintierstall. In der Spinnseyersiedlung lag dieses meist frei stehend im Garten (u. a. Arndt-, Petrini- und Reußstraße), war oft aber auch direkt an die Rückseite des Wohnhauses angebaut (u. a. Fichtestraße).

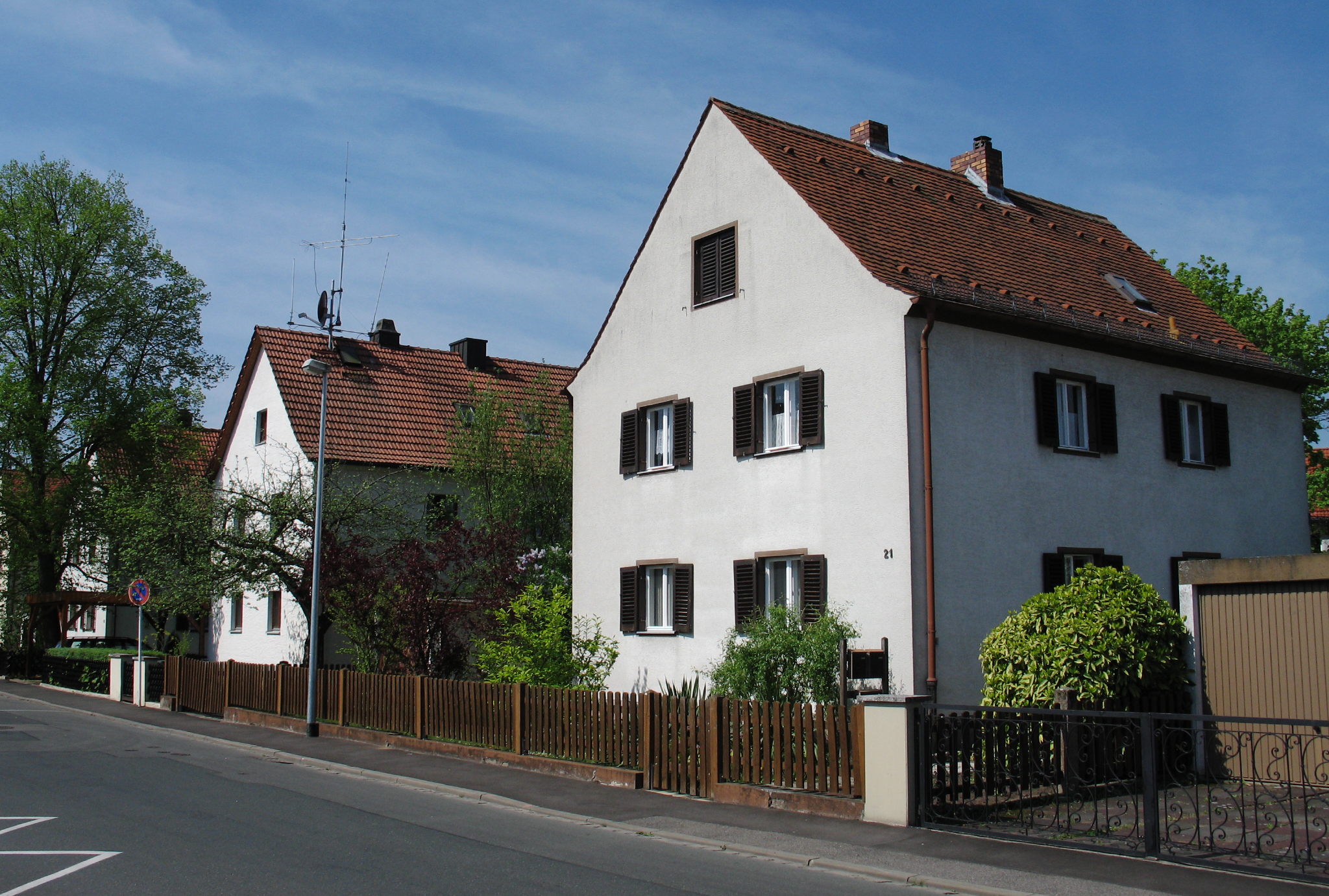
Zweifamilienhäuser Am Spinnseyer (erbaut um 1935).

An der Nordostseite der Straße Am Spinnseyer wurden dagegen doppelgeschossige Zwei- bzw. Einfamilienhäuser mit Balkon errichtet. Der Dachstuhl besaß hier zwar eine geringere Neigung als bei den Kleinsiedlungshäusern, konnte aber wenigstens teilweise ausgebaut werden. Dem Gedanken der Selbstversorgung entsprechend gehörte zu jedem Kleinsiedlungshaus und jedem Eigenheim ein für damalige Verhältnisse sehr großzügiger Nutzgarten, in dem vorwiegend heimische Obstbäume und -sträucher sowie Kräuter- und Gemüsebeete angelegt wurden. Dabei stellte die Stadtverwaltung jeder Siedlerfamilie eine Auswahl geeigneter Pflanzen als Starthilfe zur Verfügung.
Zweistöckige Mietswohnhäuser gab es zunächst nur in den Randbereichen der Vorkriegssiedlung an der Reuß- und der Zollnerstraße. Während der zweiten Ausbaustufe ab 1938, als man wegen der nunmehr stark verbesserten Beschäftigungslage wieder zunehmend Abstand vom Selbstversorgerprinzip der Vorstadtsiedler nahm, entstanden auch an der Ost-West-Achse, der Seehofstraße, beidseitig Mietshäuser in enger Reihung. Da die Bewohner um die Häuser kein Obst und Gemüse anbauten, wurde hier anstelle von Nutzgärten einfaches Siedlungsgrün mit Wiesen, Schatten spendenden Bäumen und Zierpflanzen angelegt, das nur mehr als Wäschetrockenplatz und zur Erholung der Hausgemeinschaft diente.

### Heutiger Zustand
Noch heute ist die Entstehungsgeschichte der Gartenstadt an den einzelnen Baugruppen ablesbar. Während von den Mietshäusern der Vorkriegszeit noch eine ganze Reihe in weitgehend unverändertem Zustand erhalten ist, existieren nur noch wenige originale Ein- und Mehrfamilienhäuser. Dies erklärt sich vor allem daraus, dass die meisten Vorkriegsbauten mit ihrer naturgemäß sehr einfachen Ausstattung modernen Komfortansprüchen kaum mehr genügten. Die verschiedenen Haustypen sind trotz aller Modernisierungen und Umbauten aber meist noch zu erkennen.
Da die Gärten heute überwiegend zur Erholung und nicht mehr vordringlich zum Obst- und Gemüseanbau genutzt werden, ist auch die Zahl der originalen Nutzgärten stark zurückgegangen. Zudem sind viele Grünflächen mit modernen Nebengebäuden wie Lauben, Garagen und Carports überbaut. Die rückwärtigen Wirtschaftsgebäude sind in den vergangenen Jahrzehnten meist für eine Wohnnutzung umgebaut oder komplett zugunsten größerer Hauserweiterungen abgebrochen worden. Gut erhalten hat sich hingegen das Siedlungsgrün um die Mietshäuser, das nach wie vor gemeinschaftlich genutzt wird.

## Nahverkehr
Der Stadtteil ist mit zwei Buslinien, die sich an der Haltestelle Kunigundenkirche treffen sowie einer Nachtbus-Linie der Stadtwerke Bamberg mit der Innenstadt verbunden. Am Rand des Stadtteils zwischen der Anschlussstelle 22 der A 73 und dem Berliner Ring fahren mehrere Buslinien in Richtung Innenstadt und nach Memmelsdorf.

## Veranstaltungen
In der Gartenstadt findet immer Anfang August an vier Tagen die Kirchweih statt. Daneben veranstaltet der örtliche Bürgerverein ein Johannifeuer und als einzigem Stadtteil in Bamberg einen Faschingsumzug.

## Sehenswürdigkeiten
- Die römisch-katholische Pfarrkirche Sankt Kunigund in der Gartenstadt wurde 1951–53 nach Plänen von Lorenz Strobel am nordöstlichen Ende des Gartenstädter Marktes errichtet.
- Die evangelisch-lutherische Auferstehungskirche mit frei stehendem Campanile und Pfarrhaus entstand 1954–56 nach Plänen von Max Kälberer am südwestlichen Rand der Gartenstadt.